# Дадва (национални парк)
Национални парк Дадва је национални парк у појасу Терај мочварних травњака северног Утар Прадеша, Индија. Простире се на површини од 490,3 km² (189,3 миља), са заштитном зоном од 190 km² (73 миља). Део је резервата тигра Дадва у окрузима Кери и Лакхимпур. Налази се на индо-непалској граници у округу Лакхимпур Кери, а на северној и јужној страни има доста заштићених шумских подручја. Представља једно од ретких преосталих подручја разноликог и продуктивног екосистема Терај, подржавајући многе угрожене врсте, врсте високих влажних мочвара. 

## Историја
Дадва је постао резерват за тигрове 1879. године. Подручје је основано 1958. године као уточиште дивљих животиња  - за мочварне јелене. Захваљујући напорима Били Арјан Синга, подручје је проглашено националним парком у јануару 1977. Године  1987. парк је проглашен резерватом за тигра и стављен под делокруг „Пројекта Тигар“. Заједно са Резерватом за дивље животиње Кишанпур и Резерватом за дивље животиње Катарнијагат чини резерват Тигар Дадва. 

## Клима
Као и већина северне Индије, Дадва има екстремно влажну суптропску климу са сувим зимама. Лета су врућа с температурама које се повећавају до 40 °C (104 °F). Током зиме од средине октобра до средине марта, температуре се крећу између 20—30 °C (68—86 °F). Месеци фебруар - април идеални су за посету парку.
Претежни ветрови су западни. Врући ветар снажно дува од средине априла до краја маја. Монсун који почиње средином јуна и траје до септембра чини 90% падавина од 150 cm (59 in). Температуре се крећу од најмање 9 °C (48 °F) зими до максималних до 45 °C (113 °F) зими. 

## Станиште
Подручје парка спада у горње ганшке равнице и представља огромну алувијалну равницу која се креће у надморској висини од 150 метара а на крајњем југоистоку до 182 метра на крајњем северу. Мозаик високе шуме прошаран травњацима у парку карактеристичан је за екосистеме Терај у Индији и подручје је, вероватно, последњи истакнути остатак ове врсте екосистема. Шуме, посебно слане шуме (Shorea robusta), увек су биле врло густе и могу се сврстати у северне тропске полузелене шуме, северноиндијске влажне листопадне шуме, тропске сезонске мочварне шуме и северне тропске суве листопадне шуме. Главну флору чине сал, асна, шишам, јамун, гулар, сехоре и бахера. Травњаци чине око 19% парка. Мочваре представљају трећи главни тип станишта и укључују реке, потоке, језера и мочваре. Иако су многа главна мочвара вишегодишња са одређеном количином површинске влаге која се задржава током године, нека пресушују током врућег и сушног лета. 
У парку се налази једна од најлепших шума у Индији, нека од ових стабала стара су више од 150 година и висока преко 21 м.

## Фауна
Главне атракције Националног парка Дадва су тигрови (популација 58 у 2014. години) и мочварни јелен (популација преко 1.600). Били Арјан Синг је успешно узгајао и поново увео тигрове и леопарде рођене у зоолошком врту у дивљину Дадва. Неке ретке врсте насељавају парк. Зец Хиспид, за кога се раније мислило да је изумро, поново је откривен овде 1984. године.
У марту 1984. индијски носорог је поново уведен у Дадву из светилишта Побитора у Асаму и Непалу.
Остале животиње које овде можемо видети су мочварни јелен, самбар, барасинга јелен, пегави јелен, дивља свиња, медвед, рател, шакал, цибетке, мачка из џунгле, рибарска мачка, леопард.
Национални парк Дадва је упориште барасинга јелена. Отприлике половина светских барасинга присутна је у националном парку Дадва. Мањи су од јелена самбара, имају 12 рогова чија укупна величина износи до 100 cm (39 инча). Може се уочити стадо ових ретких животиња које пролазе отвореним низијама. Те животиње су мање од јелена самбара и теже око 180 кг. Због благо вуненог, тамно смеђег до бледо жутог крзна, равнице делују као савршена камуфлажа.

## Птице
Парк има богат птичји живот са преко 350 врста, укључујући мочварни франколин, сјајни слаткасти детлић и бенгалски флорикан. Дадва се такође може похвалити низом птица селица које се овде насељавају током зима. Укључује, између осталих: роде, роде са црним и белим вратом, ждралове, детлиће, мрене, зимовце, минивете, пчеларице, водомари и разнолике ноћне птице грабљивице.
Ту су и корморани, патке, гуске, чапље, пчеларице, зимовци, чапље, сове.
Дадва национални парк је посебно задовољство за сваког страственог посматрача птица, где је бенгалска флорикана најпопуларнија међу посматрачима птица. Мочвара је станиште за око 400 врста птица станарице и птица селица, укључујући мочвару франколин, детлића, бенгалску флориканку, роде, сарус ждрал, неколико врста сова, азијска мрена и водомари. Велики део птичје фауне у парку је водене природе и налази се око језера Дадва, као што је Банке Тал. 
Угрожени бенгалски суп уочен је у овом парку од 115 јединки.

## Галерија
- Мочварни јелен
- Индијска корњача
- На реци
- Мочвара